# Taironas

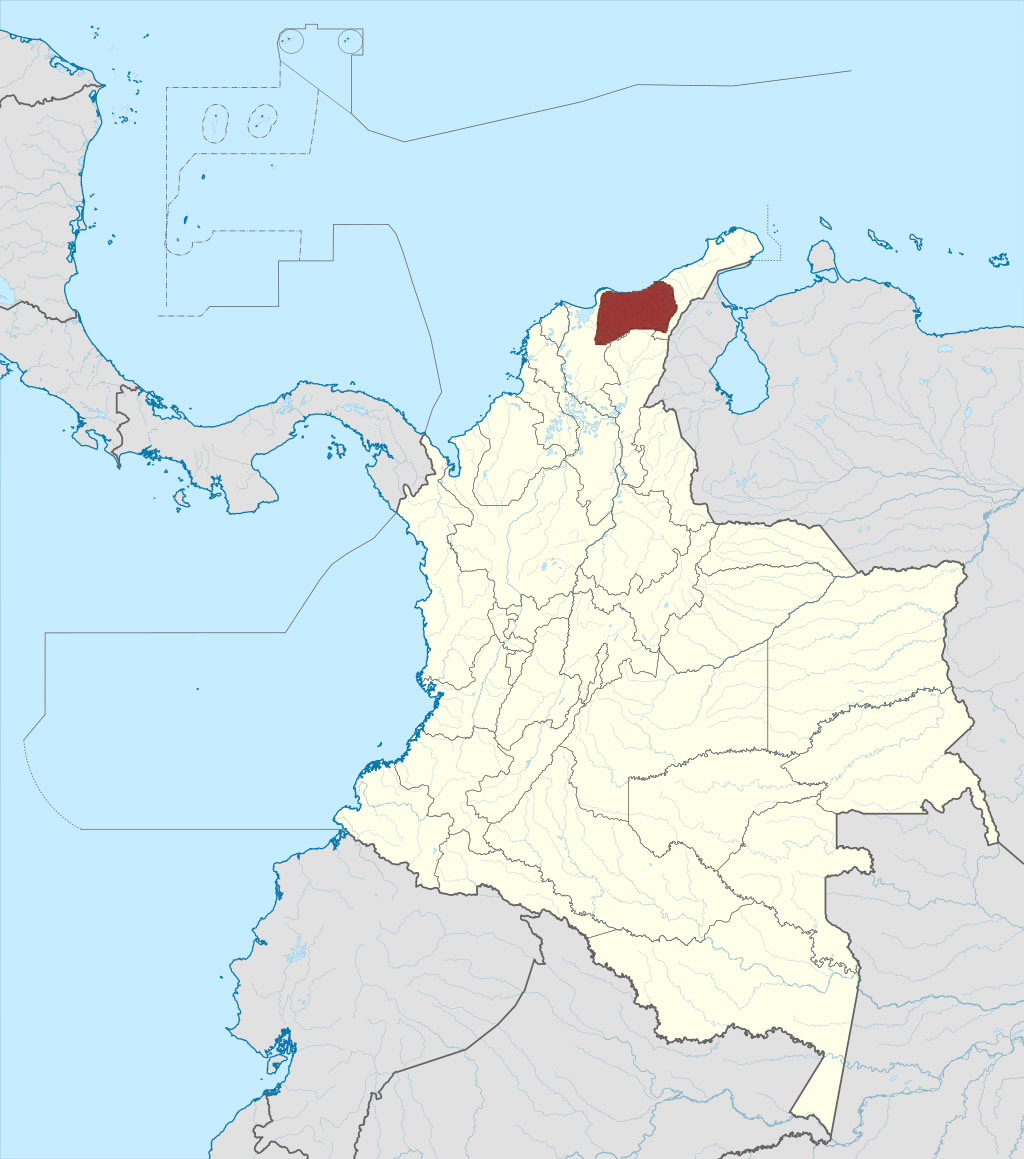
La cultura tairona se encuentra en la parte superior del mapa.

Los taironas fueron un grupo indígena el cual  habitaba en los departamentos colombianos de Magdalena, Guajira y Cesar, en las faldas de la Sierra Nevada de Santa Marta, incluyendo las cuencas de los ríos Guachaca, Don Diego, Buritaca y la zona baja costera comprendida dentro del parque nacional natural Tayrona.
Se trata de un grupo de filiación chibcha. Se presume que el nombre tairona pueda estar relacionado con los términos teyuna y teiruna, que se han encontrado en varias lenguas de los pueblos indígenas que aún sobreviven en la sierra de Santa Marta, todos ellos de filiación arhuácica-magdalénica. Entre estos pueblos se encuentran los kogui, que presumiblemente puedan ser descendientes de los tairona. Sobre la lengua de los kogui, se sugiere que hay cierto parentesco con la antigua lengua de los tairona; en la actualidad aún hay cerca de 8 mil hablantes de koguy-tairona.

## Historia tairona
La investigación arqueológica distingue una primera fase de esta cultura denominada Neguanje entre los siglos VI y X, seguida a partir de la multiplicación de los poblados de piedra por la fase conocida como Tairona clásica.  Así, las primeras terrazas y construcciones en piedra de Teyuna, la Ciudad Perdida, datan de alrededor del 650 d. C., durante la fase Neguanje. Sobre ellas y hacia arriba se multiplicaron nuevas terrazas y edificaciones desde el año 1100 hasta 1600.
Los yacimientos arqueolíticos demuestran que el territorio de difusión de esta cultura estaba tanto en el litoral como al norte de la Sierran Nevada, entre el río Ancho al oriente y el río Frío al occidente. En el siglo XVI abarcaba las que los españoles llamaron provincias de Betoma, Posigueica, Buritica y Tairona y la franja costera entre el cabo San Juan de Guía y Ciénaga.
Esta sociedad se encontraba organizada en unidades políticas de varias dimensiones que ejercían su control sobre distintos territorios en el macizo montañoso, desde el mar Caribe hasta las cumbres del Gonavindua (pico Simón Bolívar) y el Aloglue (pico Cristóbal Colón). La población era independiente y estaba dirigida por su propio cacique, con distintas alianzas y enemistades entre ellos.
El primer contacto con los conquistadores españoles se dio en 1498 con la llegada de Gonzalo Fernández de Oviedo, con quien los caciques de la zona establecieron relaciones comerciales. En 1525, con la fundación de la ciudad de Santa Marta por Rodrigo de Bastidas, los españoles intentaron establecer una presencia más fuerte en la zona, dando inicio a la empresa colonial española en esta parte del continente sudamericano. Entre 1525 y 1599, las relaciones entre los pueblos indígenas de la zona (que incluían además de a los tairona a los guanebucán, los malibúes, los guajiros, los kosina, y los chimila entre otros) y los colonos españoles se caracterizaron por su inestabilidad: intensos periodos de conflicto y guerra en los que se intentaba dominar a los habitantes eran seguidos por años de calma tensa, durante los cuales los españoles se veían forzados a establecer relaciones pacíficas con las distintas comunidades. A finales de 1551 el conquistador Pedro de Ursúa, con el cargo de Justicia Mayor de Santa Marta, recibió órdenes del oidor Miguel Díaz de Armendáriz de atacar a los taironas, debido a sus constantes ataques contra las caravanas de colonos de españoles establecidos en la zona, que impedían el tránsito normal entre la Sabana y la costa atlántica. Ursúa emprendió una campaña militar para someterlos, pero todo ello resultó en un desastre para los españoles en la batalla en el "Paso de Origua". De los cuarenta (40) infantes y los doce (12) hombres de caballería que conformaban la compañía militar, sólo sobrevivieron 13, entre ellos Luis de Manjarrez, Bartolomé Dalba, su primo Díaz de Arlés, Juan de Castellanos, el tesorero Pedro Briceño y otros.  
Durante este tiempo, los tairona quemaron Santa Marta varias veces, conquistaron el fuerte español de Bon hida, establecieron relaciones comerciales con piratas ingleses y franceses y en general, consiguieron limitar el crecimiento de la colonia española. Entre 1599 y 1600, el gobernador de Santa Marta, Juan Guiral Velón, emprendió una intensa campaña militar para sojuzgar a estas poblaciones. Un intento fallido de alianza entre los distintos poblados dio pie a que el gobernador pudiera capturar a los caciques uno a uno, cortándoles la cabeza y descuartizándolos. Los pobladores que no lograron escapar fueron llevados a los alrededores de Santa Marta y entregados a encomenderos. Los sobrevivientes se internaron en las partes más altas del macizo para escapar de los españoles, y sus descendientes son los koguis, que han permanecido aislados hasta ahora.
Se estima que en la actualidad sus descendientes "puros" suman 50.000 personas, mientras que los mestizos y zambos con sangre tairona suman varios millones de personas, principalmente en la costa caribeña de Colombia (de 1,5 a 2 millones en la Sierra Nevada).

## Poblados e infraestructura
Dentro del territorio tairona todos los pueblos y ciudades estaban comunicados por una red de caminos de piedra, que se extendía desde las laderas bajas hasta los parajes más alejados de la Sierra Nevada. Sus viviendas tenían forma circular, construidas generalmente sobre terrazas de piedra; no tenían ventanas, los techos eran de palma de montaña. Los muros eran de adobe y piedras pequeñas, y estaban pintados con cal y agua, aunque a veces se hacían de paja en las ciudades más cercanas al agua.
En la construcción de las ciudades primero se hacían las terrazas que proporcionaban los árboles y la madera; luego estas terrazas se usaban para las labores agrícolas y para construir las viviendas. Se hacían canalizaciones para llevar el agua de montaña a las viviendas; tanto las canalizaciones como las ciudades y las terrazas de cultivo fueron diseñadas de forma tal que evitaba la erosión.
El tamaño de cada vivienda indicaba la importancia del morador. Había también edificios especiales, como almacenes y templos.
Una de las aldeas más conocidas y de los sitios arqueológicos taironas se conoce como Ciudad Perdida (Teyuna o Buritaca-200). Era una ciudad importante, con cerca de 13 hectáreas, y los estudios demográficos recientes sugieren que estaba habitado por entre 1.500 a 2.400 personas que vivían en por lo menos 11.700 metros cuadrados en 184 casas redondas construidas en terrazas pavimentadas con piedra. Hay muchos otros sitios de tamaño similar o mayor.
Un lugar más grande, Pueblito está situado cerca de la costa, en el parque nacional natural Tayrona. Según la investigación de Reichel Dolmatoff, contiene por lo menos 254 terrazas y tenía una población de cerca de 3000 personas. Los estudios arqueológicos regionales demuestran que también había aldeas grandes en la ladera occidental de la Sierra Nevada de Santa Marta, como Antigua y Posiguieca. Actualmente es posible acceder a Pueblito desde el parque Tayrona, en el que existe una playa llamada la piscina, una pequeña bahía con una hilera de piedras de gran tamaño que servían como trampa para peces, por lo que los taironas venían aquí a pescar, no existe la certeza de cómo llegaron estas rocas, si es natural o los nativos las traían.
En la Sierra Nevada de Santa Marta hay también varios sitios de pinturas rupestres y petroglifos. Entre estos se destaca la piedra de Donama, enigmática roca tallada que, por algunos investigadores, es un código de la naturaleza.

## Orfebrería

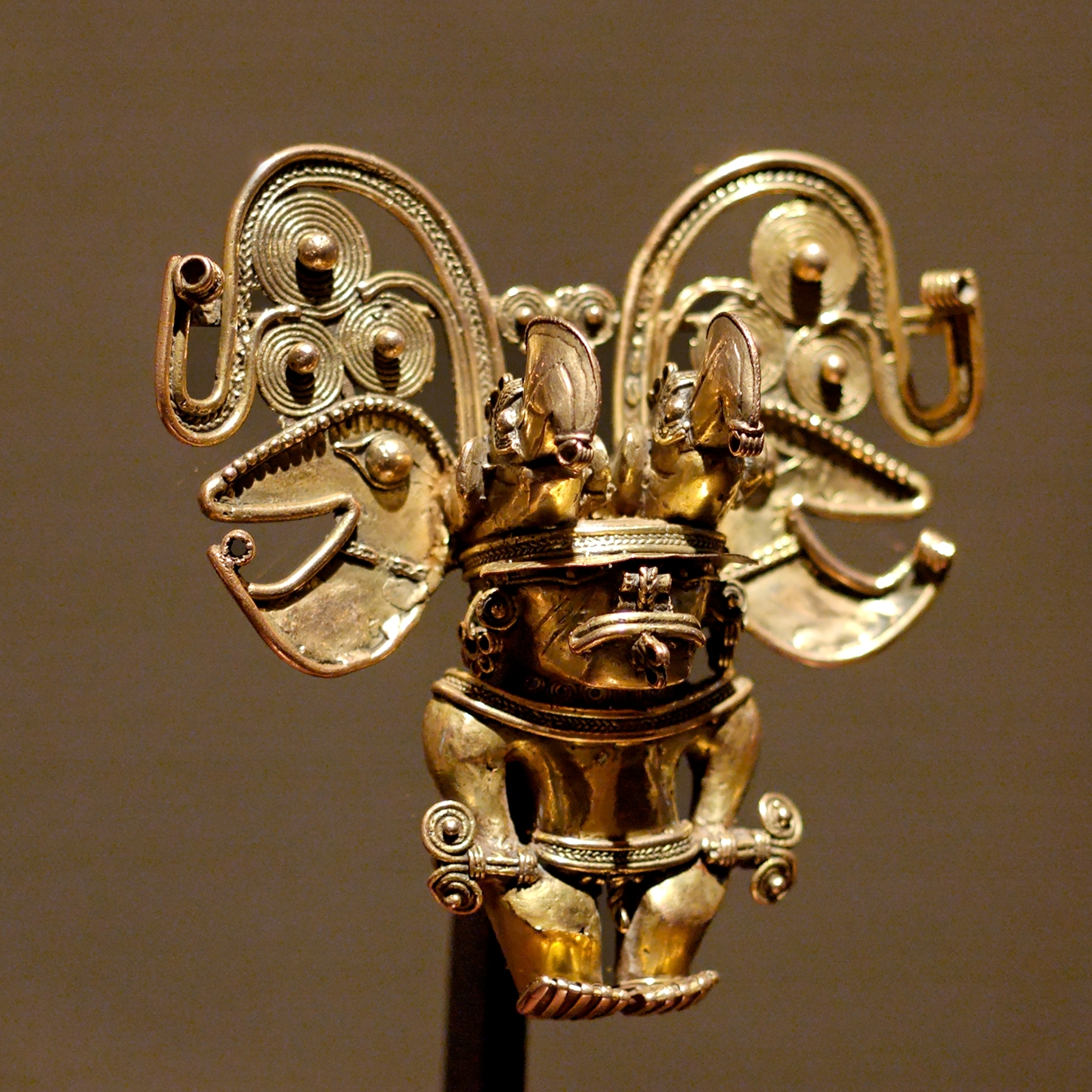
Colgante antropomorfo Tayrona, representando un chamán con dos cetros, un gran ornamento nasal y un sombrero alto con dos tucanes. Fabricado con la técnica de la cera perdida con decoración afiligranada falsa, entre el y el

En el área de la orfebrería los taironas tenían un papel principal, pues desarrollaron bastantes técnicas como:
- La cera perdida, que consistía en hacer moldes de barro rodeando una figura de cera, que se derretía después de calentar el empaque de barro. Luego de sacar la cera derretida, el orfebre vertía el oro líquido en el espacio dejado por la figura de cera, posteriormente esperaba a que se solidificara y rompía el molde para sacar la figura deseada.
- La tumbaga, una aleación de cobre y oro que permitía ahorrar recursos y derretir más fácilmente el oro.
- Tratamientos para mejorar la calidad del oro, como calentarlo hasta la oxidación del cobre y luego sumergirlo en agua helada para conseguir una pátina permanente de oro y evitar que la pieza se cuartease. Finalmente, el proceso terminaba con el lijado de la pieza hasta que llegara a la perfección.

Se cree que varias de estas técnicas fueron desarrolladas por los muiscas y exportadas al pueblo tairona. A su vez, a estos también se les considera exportadores de técnicas de orfebrería e hilados: mientras la mayoría de las primeras obras muiscas parecen toscas y mal terminadas (aún cuando la calidad del oro es superior), las taironas son técnicamente perfectas. La técnica de la cera perdida mejoraba la estética de las obras, por lo que los muiscas prácticamente abandonaron el método del repujado directo, que además de inexacto le restaba vida útil a la pieza (por el riesgo de cuartearse), y que también restringía las obras a láminas, ya que repujar sobre el oro bruto es casi imposible. A su vez, los taironas, al aprender métodos como la inmersión de la pieza en agua, mejoraron sustancialmente la calidad del material y la belleza del ornamento.

## Cerámica de los taironas
La cerámica tairona se ha datado a partir del año 200 a. C. y hasta el 1650, y en la costa colombiana del Caribe hay evidencia de cerámica entre al menos el 2500 a. C.. Sus trabajos era hechos en barro o en arcilla. Investigaciones recientes del arqueólogo Alejandro Dever en Chengue, parque Tayrona, demuestran variaciones significativas para una división cronológica en cinco fases:
- Fase 1, del 200 a. C. al 500 d. C. y fase 2 del 500 al 900, ambas formando el periodo Nehuange.[7] La cronología de la región también ha sido planteada por Carl Henrik Langebaek en su libro The Prehispanic Population of the Santa Marta bays, publicado en la Universidad de Pittsburgh (2005)..
- Fases 1, 2 y 3 del llamado periodo Tayrona, desde el 900 al 1650. Estas tres fases se caracterizan por un aumento considerable en la variación.